# Teucrium botrys
Espèce
Statut de conservation UICN

 LC  : Préoccupation mineure
Teucrium botrys, la Germandrée botryde, Germandrée en grappe ou Germandrée femelle, est une espèce de plantes à fleurs de la famille des Lamiacées. C'est une plante herbacée trouvée en Europe et en Afrique du Nord.

## Description
Elle atteint 6 à 30 cm de hauteur. Les fleurs sont rose pâle.

## Floraison
Elle fleurit de juin à août.

## Répartition
On la trouve dans presque toute la France et dans le sud de la Belgique.

## Habitats
Elle affectionne les pelouses arides, rocailleuses, les friches, les cultures ; c'est une espèce thermophile, généralement calciphile.

## Statuts de protection, menaces
L'espèce n'est pas évaluée à l'échelle mondiale par l'UICN. En Europe et en France, elle est classée comme non préoccupante.
Localement l'espèce est considérée en danger-critique (CR) en Nord-Pas-de-Calais ; comme vulnérable (VU) en Basse-Normandie, pays de la Loire et Picardie ; quasi menacée (NT), proche du seuil des espèces menacées ou qui pourraient l'être si des mesures de conservation spécifiques n'étaient pas prises, en Poitou-Charentes, Limousin, Lorraine, Haute-Normandie, Alsace et région Centre.